# Saviaantjes
De Saviaantjes, officieel bekend als VZW Speelpleinwerking Dominiek Savio, is een jeugdorganisatie en speelpleinwerking gevestigd in Bocholt, België. De vereniging biedt een veilige, creatieve en educatieve omgeving waar kinderen en jongeren van 7 tot 15 jaar hun vrije tijd kunnen doorbrengen. De werking staat bekend om haar actieve inzet voor het stimuleren van sociale vaardigheden, teamwork en persoonlijke ontwikkeling bij kinderen, door middel van spel, sport en creatieve activiteiten.

## Geschiedenis
De Saviaantjes werd opgericht met als doel kinderen een leuke en leerzame zomer- en vakantie-ervaring te bieden. Sinds de oprichting heeft de organisatie zich ontwikkeld tot een belangrijke lokale jeugdwerking, met een jaarlijks programma van speelpleinactiviteiten, kampjes en evenementen. De naam verwijst naar Dominiek Savio, een jong heilig figuur binnen de Katholieke Kerk, bekend om zijn voorbeeldige inzet en positiviteit, wat ook de kernwaarden van de speelpleinwerking weerspiegelt.

## Activiteiten en programma
De Saviaantjes organiseert gedurende het jaar diverse activiteiten, met een hoogtepunt in de zomervakantie, waarin kinderen terechtkunnen voor dagactiviteiten en kampweken. Het programma bestaat uit:
- Sport en spel: diverse balsporten, teamspellen, hindernisparcoursen en traditionele spelletjes.
- Creatieve activiteiten: knutselen, schilderen, toneel, muziekworkshops en themadagen.
- Buitenspelen en natuur: ontdekkingstochten, natuurspelen, en educatieve activiteiten in open lucht.
- Speciale evenementen: jaarlijkse themaweken, sporttoernooien en gezamenlijke uitstapjes.

## Organisatie en vrijwilligerswerk
De werking van De Saviaantjes wordt volledig gedragen door vrijwilligers, veelal jongeren en jongvolwassenen, die trainingen volgen in jeugdwerk en EHBO. De organisatie staat geregistreerd als VZW (vereniging zonder winstoogmerk), wat betekent dat alle opbrengsten terugvloeien in de werking voor de kinderen. Er wordt sterk ingezet op participatie en betrokkenheid van de lokale gemeenschap.

## Impact en gemeenschap
De Saviaantjes heeft een belangrijke rol in de lokale gemeenschap van Bocholt, door kinderen een plek te bieden om sociale vaardigheden te ontwikkelen, vriendschappen te sluiten en actief bezig te zijn in een gezonde en veilige omgeving. Ouders waarderen de combinatie van educatieve, sportieve en creatieve activiteiten die hun kinderen tijdens vakanties kunnen beleven.